# 675

## Události
- 11. toledská synoda

## Narození
- ? – Leon III. Syrský, byzantský císař (pravděpodobné datum) († 18. června 741)
- ? – Čang Sü, čínský kaligraf († 759)

## Hlavy států
- Papež – Adeodatus (672–676)
- Byzantská říše – Konstantin IV. Pogonatos
- Franská říše – Theuderich III. (675–691)
  - Neustrie & Burgundsko – Childerich II. (673–675) » Theuderich III. (675–691)
  - Austrasie – Childerich II. (662–675) » Chlodvík III. (675–676)
- Anglie
  - Wessex – Æscwine
  - Essex – Sighere + Sebbi
  - Mercie – Wulfhere
- Bulharsko
  - Volžsko-Bulharský chán – Kotrag (660–700/710)